# Chiesa di San Sebastiano (Falcade)
La chiesa di San Sebastiano è il principale luogo di culto di Falcade, in Valle del Biois, in provincia di Belluno e diocesi di Belluno-Feltre; fa parte della convergenza foraniale di Agordo-Livinallongo. 
Sorge a Falcade Alto e apparteneva alla pieve di Canale d'Agordo.

## Opere d'arte
Degne di nota sono tre pale d'altare di Valentino Rovisi, una tela di Francesco Sebaldo Unterberger, una tela anonima del XVIII secolo e i resti di un antico flügelaltar del XV secolo.